# ブランドン・フォーサイス
ブランドン・フォーサイス（Brandon Forsyth、1979年11月8日 - ）は、アメリカ合衆国・マサチューセッツ州コンコード出身の男性フィギュアスケートアイスダンス選手。2000年世界ジュニア選手権2位。パートナーはジェシカ・ジョセフ、リディア・マノン、エミリー・ヌッシーアなど。

## 経歴
マサチューセッツ州のコンコードに生まれ、4歳ころにスケートを始めた。ノービス時代から様々なパートナーと組んでは解散を繰り返す。1996-1997年シーズン、ケリー・オドネルとともに世界ジュニア選手権に出場し8位。同シーズン終了後にケリー・オドネルとのカップルを解散し、新たにエミリー・ヌッシーアとカップルを結成した。
1997-1998年シーズンに創設されたISUジュニアグランプリ（当時の名称はISUジュニアシリーズ）に参戦し、1999-2000年シーズンにはJGPファイナルで2位、世界ジュニア選手権でも2位となるまでになったが、シーズン終了後にエミリー・ヌッシーアとのカップルを解散。直後にジェシカ・ジョセフとカップルを結成した。2000-2001年シーズンには全米選手権で3位となったものの、ISUグランプリシリーズでは表彰台に上ることはなかった。2001-2002年シーズン終了後にジェシカ・ジョセフとのカップルを解散。のちにリディア・マノンとカップルを結成したが解散に至った。2005年引退。

## 主な戦績
- 1996-97はケリー・オドネルとのカップル。
- 1997-98と1999-00はエミリー・ヌッシーアとのカップル
- 2000-01と2001-02はジェシカ・ジョセフとのカップル。

| 大会/年             | 1996-97 | 1997-98 | 1998-99 | 1999-00 | 2000-01 | 2001-02 |
| ------------------- | ------- | ------- | ------- | ------- | ------- | ------- |
| 四大陸選手権        |         |         |         |         | 5       |         |
| 全米選手権          |         |         |         |         | 3       | 5       |
| GPスケートアメリカ  |         |         |         |         |         | 8       |
| GPNHK杯             |         |         |         |         |         | 8       |
| 世界Jr.選手権       | 8       |         | 15      | 2       |         |         |
| JGPファイナル       |         |         |         | 2       |         |         |
| JGPピルエッテン     |         |         |         | 1       |         |         |
| JGPハーグ           |         |         |         | 2       |         |         |
| JGPハンガリー       |         |         | 3       |         |         |         |
| JGPソフィア杯       |         |         | 3       |         |         |         |
| JGPサン・ジェルヴェ |         | 5       |         |         |         |         |